# Eosinopteryx brevipenna
Eosinopteryx brevipenna és una espècie de dinosaure plumífer del grup dels celurosaures que visqué entre el Juràssic mitjà i el Juràssic superior en allò que avui en dia és la Xina. Es tracta de l'única espècie descrita del gènere Eosinopteryx. Se n'han trobat restes fòssils a la formació de Tiaojishan. És conegut a partir d'un únic esquelet complet i articulat que feia 30 cm de llargada. Segons els científics que descrigueren aquesta espècie, el poc plomatge que té en comparació amb els seus parents propers suggereix que devia ser un animal corredor.